# La mejor parte de los hombres
La mejor parte de los hombres (en francés: La Meilleure Part des hommes) es una novela del escritor francés Tristan García publicada en agosto de 2008 por Éditions Gallimard. La trama de la obra narra el conflicto entre las ideologías de dos personajes claves dentro del activismo LGBT francés durante la década de 1990. De acuerdo al autor, el libro es una novela de ideas, una fábula moral sobre el pasado reciente y un intento de entender el tiempo colectivo de otra manera.
La novela ganó la edición de 2008 del Premio de Flore.

## Argumento
La historia se desarrolla a finales del siglo XX y relata el enfrentamiento entre dos personalidades de la comunidad homosexual francesa tras los años del sida. Los personajes principales, Dominique Rossi y William Miller, están parcialmente inspirados en Didier Lestrade y Guillaume Dustan. Otro personaje, Jean-Michel Leibowitz, tiene similitudes a Alain Finkielkraut. El autor, sin embargo, no considera su obra como una novela en clave y precisa que si bien sus protagonistas tienen puntos en común con personajes reales, no los representan exactamente.

## Recepción
La revista semanal Télérama afirmó que la novela tenía un aire de «fresco brillante y cultivado», mientras que Lire la calificó de «saga muy bien lograda» a pesar de tener «un estilo "sobrescrito" y una ligera tendencia a la caricatura y la demostración». La revista cultural Los Inrockuptibles, por su lado, la describió como «una novela de impresionante maestría y madurez».
Sobre el entusiasmo por parte de la crítica, el escritor Pierre Assouline declaró que «No hay ningún fenómeno literario, tampoco exageremos. Hay muy buenas críticas, ciertamente justificadas para un autor joven que tiene un dominio impresionante de su talento, combinado con el hecho de que, lamentablemente, también es una novela en clave, es decir, una derrota de la imaginación. Y que las claves en cuestión conciernen a personalidades parisinas, al movimiento gay o al clero intelectual, lo que no es ajeno al boca a boca del que se beneficia este libro».
Le Point acogió con satisfacción la novela, a pesar de pequeñas reservas: «Entre la ambición y la pretensión la línea es delgada, pero si García oscila, a veces, es en el lado bueno, el de la sinceridad y el instinto». Libération, por el contrario, se mostró más reservado con el libro y evocó el «kitsch» de este «cuento demostrativo», en el que el autor «dibuja al principio muy mal, luego muy bien» los años del inicio de la pandemia del sida en Francia.
Didier Lestrade, activista en quien uno de los personajes estuvo inspirado, escribió en su blog que encontró el trabajo «asqueroso» y que Tristan García era una «una lombriz de tierra». En particular deploró que el libro ganara el premio Flore y acusó a Fréderic Beigbeder, que era su amigo y el de Guillaume Dustan, de apuñalarlo por la espalda.

## Adaptación
En marzo de 2012, la novela fue adaptada al teatro. Esta versión fue dirigida por Pauline Bureau y estrenada en el Théâtre de la Tempête de París.